# Het melkmeisje
Het melkmeisje, ook wel De keuken- of melkmeid genoemd, is een schilderij van de Hollandse meester Johannes Vermeer uit circa 1658-1659. In een veilingcatalogus uit 1696 wordt het werk vermeld als Een Meyd die Melk uytgiet.

## Voorstelling
De benaming Het melkmeisje is feitelijk onjuist omdat een melkmeisje een vrouw was die melk aan huis bezorgde; de hier afgebeelde vrouw is een keukenmeid. Ze is als zodanig te herkennen vanwege haar eenvoudige kleding en gestreken hoofdkapje. Ze staat in het midden van de afbeelding, in een kamer met aan de linkerzijde een venster, waardoor het licht binnenvalt. Voor haar, aan de linkerzijde en onder het venster, bevindt zich een tafel, bedekt met een kleed, waarop een mand met brood, een kan, en andere waren staan. De meid schenkt melk vanuit een kruik in een schaal die ook op tafel staat; haar aandacht is gericht op het schenken. 
De ruimte is schaars ingericht, rechts is een voetenstoof afgebeeld met daarin een test voor kooltjes. De muur achter haar suggereert een kamer met een verleden; er zitten wat gaten in en er steken twee spijkers uit. Rustend op de vloer zijn Delfts blauwe tegeltjes aangebracht. Aan de muur hangen een broodmand en een melkemmertje.. Beide hangen in de halfschaduw zodat er meer aandacht is voor de meid en  het schenken.

### Details
De tafel onder het raam is zeskantig. Het gaatje in het ruitje in het venster toont aan dat er glas in het raam zit. Het koperen melkemmertje aan de muur werd dagelijks gevuld door iemand die met emmers melk langs de deuren ging.
Op de blauwe karaf op tafel zit een gesloten deksel. Hier zit waarschijnlijk bier in, want met een open deksel verdwijnt de prik snel. Broodpap kwam warm uit de oven en werd gemaakt met brood, melk en bier om te rijzen. De melk komt spiraalvormig uit de kan; wetenschappers kwamen er destijds net achter dat vloeistoffen (door de zwaartekracht) spiraalvormig geschonken worden. De meid schenkt erg geconcentreerd melk bij, want te veel melk geeft een te slappe pap.
Voor de kleding gebruikte Vermeer primaire kleuren: rood voor de onderrok, blauw voor de bovenrok en geel voor het hesje. Dienstmeiden droegen vaak blauwe rokken, want daarop waren vlekken minder goed te zien. Bovenarmen kregen geen zon en bleven dus blank; onderarmen zijn blauwig-rood: armen van een werkvrouw, die staat te schrobben en te poetsen.

### Overschilderingen
Met radiografisch en infraroodonderzoek werd in 2022 vastgesteld dat Vermeer oorspronkelijk op de muur achter de meid met een  wandrek met kannen was begonnen. Rechts beneden stond eerst een vuurmand , die vervangen werd door de voetenstoof en een rij blauwwitte tegeltjes. Kannenrek en vuurmand werden opgezet in zwarte verf en niet afgemaakt, zodat de overschildering door Vermeer zelf zijn uitgevoerd. 
Vermeer creëerde door die wijzigingen meer rust in de compositie en de aandacht van de beschouwer werd nog meer op de meid en haar handeling gericht.

### Perspectief
Alle perspectieflijnen komen samen in het centrale verdwijnpunt van het schilderij; deze bevindt zich even boven de rechterhand van de meid.  Verder wordt de diepte in de voorstelling aangegeven door de schaduwwerking van het licht op de muur, doordat de rechterschouder en het rechterdeel van de meid lichter zijn dan de muur en doordat de linkerschouder en de rok van de meid donker afsteekt tegen de lichtere muur.
Perspectieflijnen werden op het schilderij 'getekend' door vanuit het spijkertje in het centrale verdwijnpunt een ingekrijt touwtje te spannen en een krijtstreep op het schilderij te drukken. Zo blijven er ook geen zichtbare perspectieflijnen op het doek achter.

## Herkomst

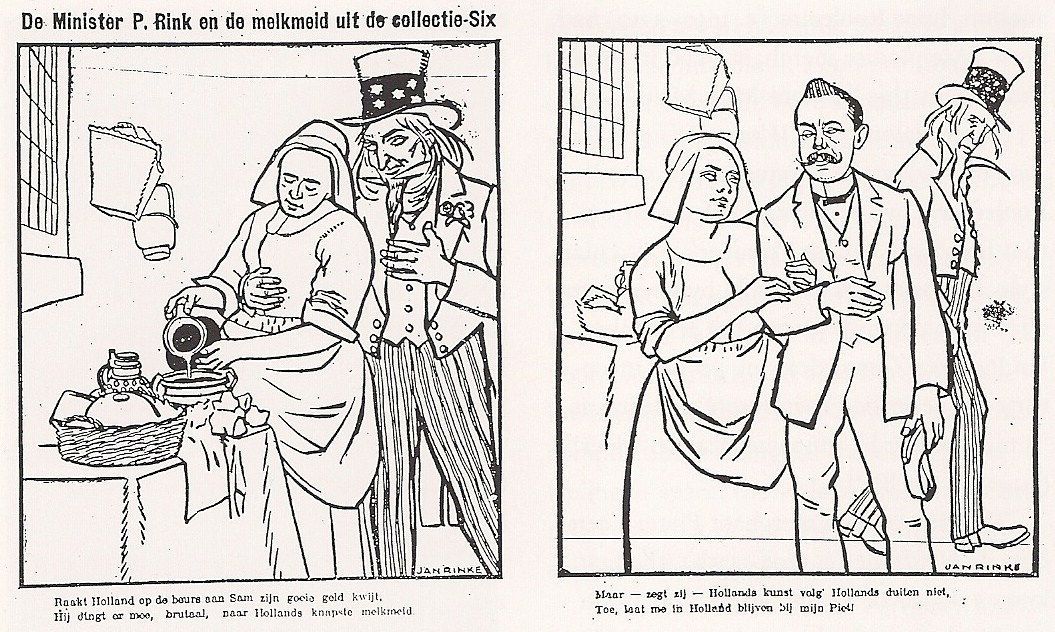
Links: Raakt Holland op de beurs aan Sam zijn goeie geld kwijt, hij dingt er mee naar Hollands knapste melkmeid. Rechts: Maar -zeg zij- Hollands kunst volg' Hollands duiten niet, Toe laat mij in Holland blijven bij mijn Piet.

In de zeventiende eeuw kregen schilderijen, over het algemeen, geen titel. Derhalve is het opsporen van de achtereenvolgende eigenaars geen gemakkelijke zaak.
In eerste instantie behoorde het schilderij in handen van Pieter van Ruijven , die bij zijn overlijden in 1674 liefst 21 schilderijen van Vermeer bezat. Zijn schoonzoon, Jacob Dissius, verkoopt het in 1696 onder de titel Een Meyd die Melk uytgiet. 
In 1765 werd het schilderij geveild toen Leendert Pieter de Neufville de collectie, opgebouwd door zijn vader, verkocht. 
Een tijd later erft Lucretia Johanna van Winter het schilderij van haar vader, Pieter van Winter. Zij trouwt met Hendrik Six, heer van Hillegom. Via hem gaat het schilderij over naar Pieter Six van Vromade (1827-1905). Zijn erfgenamen wilden het schilderij verkopen. De musea in de Verenigde Staten van Amerika waren in opkomst en wilden graag 'oude kunst' kopen. Men kon op het nippertje voorkomen dat het schilderij naar de VS verdween; hiervan zijn nog bijgaande spotprenten gemaakt. Met particuliere donaties, een fors bedrag van de Vereniging Rembrandt en financiële ondersteuning van het Rijk kon het werk in 1908 worden aangekocht en worden getoond in het Rijksmuseum Amsterdam.

## Beeldmerk
De groep Nestlé gebruikt Het melkmeisje als beeldmerk op de zuivelproducten van La Laitière. Aanvankelijk was het de groep Chambourcy in Frankrijk die de afbeelding van Vermeer op haar zuivelproducten gebruikte.
Op de verpakkingen wordt alleen de keukenmeid afgebeeld, maar Nestlé heeft het gehele schilderij als beeldmerk laten registreren.
In Spaanssprekende landen gebruikt Nestlé de afbeelding bij enkele producten van het zuivelmerk La Lechera.
Diana en haar nimfen · Christus in het huis van Martha en Maria · De koppelaarster · Slapend meisje · Brieflezend meisje bij het venster · Het straatje · De soldaat en het lachende meisje · Het melkmeisje · Het glas wijn · Dame en twee heren · Onderbreking van de muziek · Gezicht op Delft · De muziekles · Brieflezende vrouw in het blauw · Vrouw met weegschaal · Vrouw met waterkan · De luitspeelster · Vrouw met parelsnoer · Schrijvende vrouw in het geel · Meisje met de rode hoed · Meisje met de parel · Het concert · Allegorie op de schilderkunst · Meisjeskopje · Dame en dienstbode · De astronoom · De geograaf · De kantwerkster · De liefdesbrief · De gitaarspeelster · Schrijvende vrouw met dienstbode · Allegorie op het geloof · Staande virginaalspeelster · Zittende virginaalspeelster
Omstreden toeschrijvingen: Sint Praxedis · Zittende vrouw aan het virginaal · Meisje met de fluit